# Sicyopus zosterophorum
Sicyopus zosterophorum es una especie de pez de la familia de los    Gobiidae en el orden de los Perciformes.

## Morfología
Los machos pueden llegar a alcanzar los 5,1 cm de longitud total.

## Hábitat
Es un pez de clima tropical y bentopelágico.

## Distribución geográfica
Se encuentra en el Japón, las Filipinas, Indonesia,
Papúa Nueva Guinea República de Palau e  Islas Salomón .

## Observaciones
Es inofensivo para los humanos.